# Drago Papa
Drago Papa (* 9. Februar 1984 in Vrbovec) ist ein kroatischer Fußballspieler.
In der kroatischen Liga ist er ein rechter Mittelfeldspieler. Seine Profikarriere begann er bei NK Vrbovec, von wo er nach 10 Jahren zu Dinamo Zagreb wechselte. Nach weiteren zwei Jahren führte er seine Laufbahn bei Kamen Ingrad fort. Dort war er tragende Figur im Mittelfeld. Ab der Saison 2006/07 spielt er für drei Jahre bei Varteks.